# Дидийон, Тома
Тома́ Дидийо́н-Хёдль (фр. Thomas Didillon-Hödl; родился 28 ноября 1995 года в Секлене, Франция) — французский футболист, вратарь нидерландского клуба «Виллем II».

## Клубная карьера
Дидийон — воспитанник клуба «Мец». 16 мая 2014 года в матче против «Лаваля» он дебютировал в Лиге 2. Летом того же года для получения игровой практики Тома на правах аренды был отдан в бельгийский «Серен». 2 августа в матче против «Антверпена» он дебютировал в Первой лиге Бельгии. После окончания аренды Дидийон вернулся в «Мец», где стал основным вратарём и через год помог команде выйти в элиту. 13 августа 2016 года в матче против «Лилля» он дебютировал в Лиге 1. В конце 2017 года Тома получил травму, которая оставила его вне игры на четыре месяца.
Летом 2018 года Дидийон перешёл в «Андерлехт».
26 июня 2024 года подписал двухлетний контракт с нидерландским клубом «Виллем II». 10 августа дебютировал за клуб в гостевом матче Эредивизи против «Фейеноорда».